# Käthe Kainz
Käthe Kainz (* 19. März 1913 in St. Pölten; † 16. Januar 1996 in St. Veit an der Glan) war eine österreichische Politikerin der Sozialistischen Partei Österreichs (SPÖ).

## Ausbildung und Beruf
Nach dem Besuch der Pflichtschulen lernte sie den Beruf der Köchin. Zuerst war sie Hausfrau, danach Postangestellte. Später führte sie einen Restaurantbetrieb in Oron in Nordafrika. 

## Politische Funktionen
- 1947: Mitglied des Bezirksparteivorstandes der SPÖ St. Veit an der Glan
- 1950: Mitglied des Gemeinderates von St. Veit an der Glan
- 1964: Mitglied des Landesparteivorstandes der SPÖ Kärnten
- 1975: Landesvorsitzende der Sozialistischen Frauen Kärntens

Sie war auch Stadträtin.

## Politische Mandate
- 25. Oktober 1972 bis 10. Juni 1979: Mitglied des Bundesrates (XIII., XIV. und XV. Gesetzgebungsperiode), SPÖ

## Sonstiges
Im Jahr 1940 wurde sie aus unbekannten Gründen interniert.